# Follow Me Home
Follow Me Home – czwarty i ostatni singel grupy Sugababes z ich czwartego albumu Taller in More Ways. Jednocześnie drugi utwór nagrany z udziałem nowej wokalistki zespołu, Amelle Berrabah. Najmniej popularny singel zespołu; dotarł najwyżej do 32 miejsca na UK Singles Chart i jest zarazem najgorzej sprzedającym się singlem w całej jego karierze.
Utwór otrzymał mieszane recenzje od krytyków muzycznych, którzy zarzucili że jest „nudny i mało inspirujący”. Chwalili z kolei wokal oraz instrumenty muzyczne wykorzystane podczas sesji nagraniowej. Teledysk wyreżyserowany przez Tony'ego Tremletta został nakręcony w Pradze.

## Lista utworów
| #    | Tytuł                                           | Długość |
| ---- | ----------------------------------------------- | ------- |
| CD 1 |                                                 |         |
| 1.   | "Follow Me Home" (Radio Edit)                   | 3:23    |
| 2.   | "Red Dress" (Kardinal Beats Remix)              | 3:50    |
| 3.   | "Follow Me Home" (Soul Seekerz Vocal Mix)       | 6:55    |
| 4.   | "Follow Me Home" (Video)                        |         |
| CD 2 |                                                 |         |
| 1.   | "Follow Me Home"                                | 3:58    |
| 2.   | "Living for the Weekend" (Live Radio 1 Session) | 3:24    |

## Listy przebojów
| Lista                     | Pozycja |
| ------------------------- | ------- |
| UK Upfront Club Chart     | 7       |
| Irish Singles Chart       | 25      |
| UK Singles Chart          | 32      |
| Indonesian top 100 chart  | 78      |
| Philippines top 100 chart | 58      |
| Europe 100 singles chart  | 46      |